# 헬렌 매크로리
헬렌 매크로리(영어: Helen McCrory, OBE, 1968년 8월 17일 ~ 2021년 4월 16일)는 잉글랜드의 배우였다. 해리 포터 영화 시리즈에서 나시사 말포이 역할로 출연했었다.

## 출연 작품
- 러빙 빈센트 - 루이스 슈발리에 역
- 러빙 빈센트: 임파서블 드림 (다큐멘터리)